# Joseph Black
Joseph Black, född 16 april 1728 i Bordeaux, död 6 december 1799 i Edinburgh, var en brittisk kemist.
Black studerade vid högskolorna i Glasgow och Edinburgh samt utnämndes 1756 till professor i medicin vid den förstnämnda och övertog 1766 professuren i kemi vid den senare. Han upptäckte 1755 koldioxid (av honom kallad fixed air, "fixerad luft"). Blacks teori om det bundna värmet ledde James Watt till de stora förbättringar, som denne vidtog i konstruktionen av ångmaskinerna. Efter Blacks död utkom Lectures on the elements of chemistry (1803).

## Eftermäle
Asteroiden 5883 Josephblack är uppkallad efter Joseph Black.